# Écozone néotropicale : plantes à graines par nom scientifique (L)
à compléter par ordre alphabétique

## Le

### Leo
- Leocereus - fam. Cactacées (Cactus)
  - Leocereus bahiensis

### Lep
- Lepismium - fam. Cactacées (Cactus)
  - Lepismium aculeatum
  - Lepismium bolivianum
  - Lepismium brevispinum
  - Lepismium crenatum
  - Lepismium cruciformis
  - Lepismium houlletianum
  - Lepismium ianthothele
  - Lepismium incachacanum
  - Lepismium lorentzianum
  - Lepismium lumbricoides
  - Lepismium micranthum
  - Lepismium miyagawae
  - Lepismium monacanthum
  - Lepismium paranganiensis
  - Lepismium warmingianum

- Leptocereus - fam. Cactacées (Cactus)
  - Leptocereus assurgens
  - Leptocereus paniculatus
  - Leptocereus quadricostatus
  - Leptocereus weingartianus

### Leu
- Leuchtenbergia - fam. Cactacées (Cactus)
  - Leuchtenbergia principis

## Lo

### Lon
- Lonchocarpus
  - Lonchocarpus peninsularis

### Lop
- Lophophora - fam. Cactacées (Cactus)
  - Lophophora diffusa
  - Lophophora diffusa
  - Lophophora lutea
  - Lophophora williamsii